# USS Rich (DE-695)
USS Rich (DE-695) là một tàu hộ tống khu trục lớp Buckley được Hải quân Hoa Kỳ chế tạo trong Chiến tranh Thế giới thứ hai. Nó là chiếc tàu chiến đầu tiên của Hải quân Mỹ được đặt theo tên Trung úy Hải quân Ralph M. Rich (1916–1942), phi công thuộc Liên đội Tiêm kích VF-6 từng phục vụ trên tàu sân bay Enterprise (CV-6), đã được tặng thưởng Huân chương Chữ thập Hải quân do thành tích trong Trận Midway, và đã thiệt mạng trong một tai nạn máy bay trong khi huấn luyện vào ngày 18 tháng 6, 1942. Nó đã phục vụ trong chiến tranh cho đến khi bị đắm do trúng thủy lôi trong cuộc Đổ bộ Normandy vào ngày 8 tháng 6, 1944. Rich được tặng thưởng một Ngôi sao Chiến trận do thành tích phục vụ trong Thế Chiến II.

## Thiết kế và chế tạo
Những chiếc thuộc lớp tàu hộ tống khu trục Buckley có chiều dài chung 306 ft (93 m), mạn tàu rộng 37 ft 1 in (11,30 m) và độ sâu mớn nước khi đầy tải là 11 ft 3 in (3,43 m). Chúng có trọng lượng choán nước tiêu chuẩn 1.400 tấn Anh (1.400 t); và lên đến 1.740 tấn Anh (1.770 t) khi đầy tải. Hệ thống động lực bao gồm hai turbine hơi nước General Electric công suất 13.500 mã lực (10.100 kW), dẫn động hai máy phát điện công suất 9.200 kilôwatt (12.300 hp) để vận hành hai trục chân vịt;  công suất 12.000 hp (8.900 kW) cho phép đạt được tốc độ tối đa 23 kn (26 mph; 43 km/h), và có dự trữ hành trình 6.000 nmi (6.900 mi; 11.000 km) khi di chuyển ở vận tốc đường trường 12 kn (14 mph; 22 km/h).
Vũ khí trang bị bao gồm ba pháo 3 in (76 mm)/50 cal trên tháp pháo nòng đơn có thể đối hạm hoặc phòng không, một khẩu đội 1,1 inch/75 caliber bốn nòng và tám pháo phòng không Oerlikon 20 mm. Vũ khí chống ngầm bao gồm một dàn súng cối chống tàu ngầm Hedgehog Mk. 10 (có 24 nòng và mang theo 144 quả đạn); hai đường ray Mk. 9 và tám máy phóng K3 Mk. 6 để thả mìn sâu. Khác biệt đáng kể so với lớp Evarts dẫn trước là chúng có thêm ba ống phóng ngư lôi Mark 15 21 inch (533 mm). Thủy thủ đoàn đầy đủ bao gồm 186 sĩ quan và thủy thủ.
Rich được đặt lườn tại xưởng tàu của hãng Defoe Shipbuilding Company tại Bay City, Michigan vào ngày 27 tháng 3, 1943. Nó được hạ thủy vào ngày 22 tháng 6, 1943; được đỡ đầu bởi bà Ralph McMaster Rich, vợ góa Trung úy Rich, và nhập biên chế tại xưởng tàu của hãng Todd Johnson Shipyard ở Algiers, Louisiana vào ngày 1 tháng 10, 1943 dưới quyền chỉ huy của Hạm trưởng, Thiếu tá Hải quân Edward Andrew Michel, Jr.

## Lịch sử hoạt động
Sau khi hoàn tất việc chạy thử máy huấn luyện tại khu vực Bermuda và sửa chữa sau chạy thử máy, Rich hoạt động tuần tra chống tàu ngầm và hộ tống vận tải ven biển cùng Đội hộ tống 19 cho đến cuối tháng 2, 1944. Thành phần của đội hộ tống vào lúc này còn bao gồm các tàu hộ tống khu trục Bull (DE-693), Bunch (DE-694), Bates (DE-68), Amesbury (DE-66) và Blessman (DE-69). Sau đó nó được điều sang nhiệm vụ hộ tống vận tải vượt Đại Tây Dương, và cho đến tháng 5 đã hoàn tất ba chuyến hộ tống vận tải khứ hồi sang châu Âu. Vào ngày 10 tháng 5, nó khởi hành từ New York để hộ tống một đoàn tàu đi sang Anh, là chuyến vượt Đại Tây Dương sau cùng của con tàu. 
Đi đến Londonderry, Bắc Ireland vào ngày 23 tháng 5, thay vì chờ đợi để gia nhập một đoàn tàu cho chuyến quay trở về Hoa Kỳ, Rich được cử sang lực lượng tham gia Chiến dịch Neptune, hoạt động hải quân trong khuôn khổ cuộc đổ bộ Normandy. Nó đi đến Plymouth vào ngày 4 tháng 6 và gia nhập thành phần hộ tống cho thiết giáp hạm Nevada (BB-36), thuộc Lực lượng "U".
Chiến dịch đổ bộ bị trì hoãn 24 giờ do thời tiết xấu, và đến ngày 5 tháng 6 Lực lượng "U" bắt đầu khởi hành hướng sang bờ biển nước Pháp. Rich cùng với tàu chị em Bates nằm trong thành phần hộ tống cho đội bắn phá thuộc Lực lượng Đặc nhiệm 125, vốn bao gồm Nevada và các tàu tuần dương hạng nặng Quincy (CA-71), Tuscaloosa (CA-37) và HMS Black Prince (81). Từ ngày 6 đến ngày 8 tháng 6, nó hộ tống bảo vệ các tàu chiến chủ lực làm nhiệm vụ hỗ trợ hải pháo cho trận chiến trên bộ tại khu vực bãi Utah về phía Đông Bắc Carentan. Vào ngày 6 tháng 6, con tàu đã thả màn khói ngụy trang đối phó một cuộc tấn công của tàu E-boat  Đức.
Đến 08 giờ 45 phút ngày 8 tháng 6, Rich nhận mệnh lệnh từ Tư lệnh Đội đặc nhiệm 125.8 bên trên soái hạm Tuscaloosa đi đến Khu vực Hỗ trợ hỏa lực 3 để trợ giúp cho tàu khu trục Glennon (DD-620), vốn đã trúng thủy lôi tại vị trí về phía Tây Bắc quần đảo Saint-Marcouf. Nó đi hết tốc độ đến hiện trường, rồi theo sau hai tàu quét mìn Staff (AM-114) và Threat (AM-124) để tiếp cận Glennon, thả xuồng để gửi một đội hỗ trợ sang chiếc tàu khu trục, nhưng khi đó mọi việc đã trong tầm kiểm soát. Sau đó Rich đi trước để mở đường bảo vệ cho Staff kéo Glennon rút lui về cảng.

### Bị đánh chìm

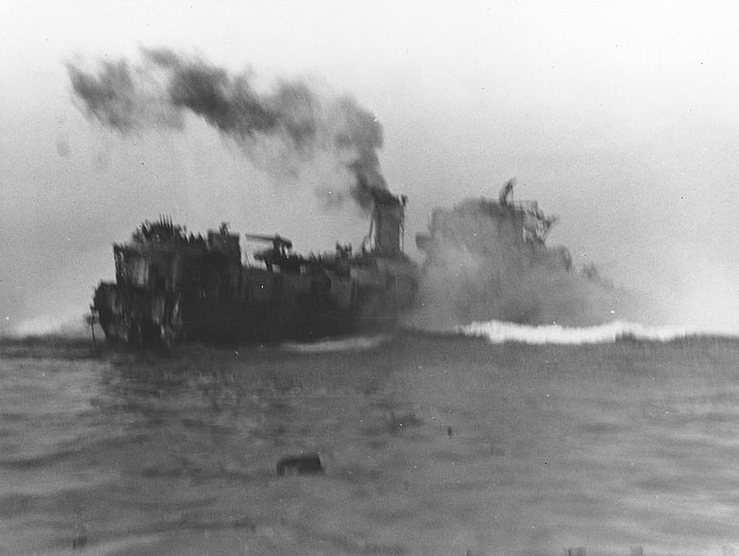
Rich sau khi trúng thủy lôi ngoài khơi Normandy, ngày 8 tháng 6, 1944.

Lúc 09 giờ 20 phút, khi Rich dẫn trước chiếc tàu quét mìn ở khoảng cách 300 yd (270 m), một quả thủy lôi phát nổ phía bên mạn phải con tàu ở khoảng cách 50 yd (46 m). Nó bị chấn động rất mạnh, chập mạch cầu dao làm mất điện toàn con tàu và xô ngã thủy thủ; tuy nhiên vụ nổ không gây thiệt hại cấu trúc. Trong vòng một phút, phòng động cơ báo cáo đã có thể hoạt động trở lại, nhưng ba phút sau thêm một vụ nổ khác xảy ra ngay bên dưới con tàu. Khoảng 50 ft (15 m) phần đuôi tàu, từ khoang 130 ngang với tháp pháo X bị nổ tung, tách rời ra và bốc cháy; một số thủy thủ vẫn con bám vào phần đuôi cho đến khi đuôi tàu đắm không lâu sau đó. Vụ nổ cũng tạo ra một đoạn lún 3 ft (0,91 m) trên sàn chính của phần trước con tàu; sau đó một quả thủy lôi thứ ba bị kích nổ khoảng hai phút sau đó, phá hủy phần trước con tàu và cầu tàu, hư hại nặng phòng nồi hơi phía trước và cột ăn-ten chính.
Lệnh bỏ tàu được đưa ra, nhiều xuồng phóng lôi PT boat thuộc hải đội dưới quyền Thiếu tá Hải quân John D. Bulkeley đã đi đến để giúp cứu vớt những người sống sót. Lúc này họ tiếp tục chịu đựng hỏa lực pháo bờ biển của đối phương, Rich đắm tại vùng biển sâu 40 ft (12 m) tại tọa độ 49°31′B 1°10.6′T / 49,517°B 1,1767°T vài phút sau đó. Trong số thành viên thủy thủ đoàn, 27 người đã tử trận, 73 người bị thương và 64 người mất tích; cuối cùng có tổng cộng 91 người đã thiệt mạng, mất tích hay qua đời do vết thương quá nặng. Thiếu tá Hải quân Michel, Hạm trưởng, được trao tặng Huân chương Chữ thập Hải quân do chỉ huy dũng cảm trong trận chiến cuối cùng của con tàu. Tên nó được cho rút khỏi danh sách Đăng bạ Hải quân vào ngày 29 tháng 7, 1944.

## Phần thưởng
Rich được tặng thưởng một Ngôi sao Chiến trận do thành tích phục vụ trong Thế Chiến II.
|  |             |  |
|  | Bronze star |  |

| Dãi băng Hoạt động Tác chiến (truy tặng) |                                                                              |                                      |
| Huân chương Chiến dịch Hoa Kỳ            | Huân chương Chiến dịch Châu Âu-Châu Phi-Trung Đông với 1 Ngôi sao Chiến trận | Huân chương Chiến thắng Thế Chiến II |